# Institut Regina Pacis
Le Regina Pacisinstituut ou institut Regina Pacis est une école secondaire néerlandophone catholique à Laeken fondé par les Sœurs des écoles chrétiennes de Vorselaer.
L'Institut Regina Pacis est également le nom de deux écoles primaires, l'une néerlandophone, l'autre francophone se situant au même endroit.
Avec quatorze autres écoles catholiques bruxelloises, la section secondaire forme la communauté scolaire catholique de l'Enseignement Secondaire Sint-Gorik.   
Le même ordre a construit un bon nombre d'école, il y a donc aussi des instituts Regina Pacis à Hove, Tielt et de Tongres. De plus d'autres écoles de Laeken ont été fondées par celui-ci comme le lycée Maria Assumpta et le Maria Assumptalyceum.

## Histoire
L'école a été fondée en 1929 et construite par Z. E. H. Coessens en réaction à la création d'une école communale, qui en 1940 a été fermée vu le manque d'élèves. Il a été demandé aux Sœurs des écoles chrétiennes de Vorselaer de prendre en charge cette nouvelle école. Après une baisse de fréquentation au cours de la Seconde Guerre mondiale, la population scolaire a augmenté de façon constante.
Après plusieurs petites extensions, en 1947, un nouveau bâtiment a été construit : dont la façade de l'institut.
Au cours des années 60, les sections primaires et maternelles sont créées. 
En 1965, de nouvelles classes ont été construites le long de la rue des pivoines et, en 1967, un nouveau bâtiment a été commencé pour l'école primaire le long de l'avenue de magnolia. Finalement ressuscité  le nouveau monastère fut construit en 1967, le long de la rue des pivoines
Début juin 1971, à l'approche des vacances, la fin d'année fut fortement perturbée par les rumeurs sur la fusion de l'institut néerlandophone avec la section néerlandophone du Maria Assumptalyceum. Les bâtiments abandonnés iraient alors à la section francophone : le lycée Maria Assumpta. Les journaux ont parlé d'un mini-conflit entre les deux écoles. Les deux groupes linguistiques utilisaient pratiquement les mêmes arguments pour que la situation reste inchangée. Le 30 juin, il a été annoncé qu'il n'y aura pas de fusions.
L'année 1977 a également été une année agitée : il y a eu un vif débat sur la répartition des biens entre les sections francophones et les sections néerlandophone.

## Source
- (nl) Cet article est partiellement ou en totalité issu de l’article de Wikipédia en néerlandais intitulé « Regina Pacisinstituut (Brussel) » (voir la liste des auteurs).

### Articles liés
- Lycée Maria Assumpta
- Sœurs des écoles chrétiennes de Vorselaer
- Laeken